# Pusaran
Pusaran is een bestuurslaag in het regentschap Indragiri Hilir van de provincie Riau, Indonesië. Pusaran telt 2977 inwoners (volkstelling 2010).